# Odkrycie (film)
Odkrycie (ang. The Discovery) – brytyjsko-amerykański film science-fiction z 2017 roku w reżyserii Charliego McDowella. 

## Opis fabuły
Thomas Harbor jest naukowcem, któremu udaje się dowieść istnienia życia pozagrobowego. Początkowo badacz nie jest w stanie powiedzieć nic więcej o tym, jak wygląda to życie, ale zapewnia, że na pewno śmierć nie jest ostatecznym końcem. Wiadomość ta powoduje lawinowy wzrost liczby samobójstw na całym świecie. Ludzie masowo odbierają życie sobie, a czasem też swoim bliskim, licząc, że ta nowa forma istnienia będzie znacznie lepszą i przyjemniejszą. Poczynione przez Harbora ustalenia są potocznie nazywane po prostu Odkryciem. 
Dwa lata po Odkryciu naukowca odwiedza jego starszy syn, Will, z wykształcenia neurolog, który wiele lat wcześniej odłączył się od rodzinnych badań. Próbuje powstrzymać ojca, który nie ustaje w wysiłkach na rzecz ustalenia, gdzie dokładnie przenoszą się zmarli. Willowi nie podoba się również, że jego ojciec stworzył ośrodek pomocy niedoszłym samobójcom, którego funkcjonowanie przypomina sektę. Jednocześnie Will sam powstrzymuje przed samobójstwem przypadkowo poznaną kobietę. Za jego wstawiennictwem zostaje ona przyjęta do ośrodka, gdzie nawiązuje się między nimi uczucie. 

## Obsada
- Robert Redford jako Thomas Harbor
- Jason Segel jako Will Harbor
- Rooney Mara jako Isla
- Jesse Plemons jako Toby Harbor
- Riley Keough jako Lacey
- Ron Canada jako Cooper
- Mary Steenburgen jako dziennikarka

## Produkcja i dystrybucja
Okres zdjęciowy miał miejsce od 28 marca do 1 maja 2016 roku, plenery kręcono w amerykańskim stanie Rhode Island. W czerwcu 2016 ogłoszono, iż globalne prawa dystrybucyjne do filmu nabyła platforma Netflix. Oficjalna premiera miała miejsce 20 stycznia 2017 na Sundance Film Festival, którego współorganizatorem jest gwiazda Odkrycia Robert Redford. 31 marca 2017 film został udostępniony abonentom Netfliksa na całym świecie.